# Yoshino (Nara)
Pour les articles homonymes, voir Yoshino.
Yoshino (吉野町, Yoshino-chō) est un bourg situé dans le district de Yoshino de la préfecture de Nara, au Japon.

## Géographie

### Localisation
Yoshino est situé dans le centre de la préfecture de Nara, près du mont Yoshino.

### Municipalités limitrophes
| Asuka     | Sakurai  | Uda            |
| Ōyodo     | Yoshino  | Higashiyoshino |
| Shimoichi | Kurotaki | Kawakami       |

### Démographie
Au 1er février 2018, le bourg de Yoshino avait une population estimée à 7 343 habitants répartis sur une superficie de 95,65 km2 (densité de population de 76 hab./km2).

### Hydrographie
Le fleuve Yoshino traverse le bourg d'est en ouest.

## Patrimoine culturel
Le mont Yoshino est célèbre pour ses 30 000 sakura. Ils sont répartis dans dix plantations à des altitudes différentes, afin de pouvoir fleurir à différents moments du printemps.
Pour les adeptes du shugendō, Yoshino est le début traditionnel du pèlerinage du mont Ōmine, bien que depuis le XXIe siècle il soit plus commun pour les randonneurs de commencer et finir leur voyage dans le quartier Dorogawa du village de Tenkawa.

## Transports
Yoshino est desservi par la ligne Kintetsu Yoshino. La gare de Yoshino est la principale gare du bourg.